# Аринчин Микола Іванович
Микола Іванович Аринчин (нар. 28 лютого 1914, Землянськ, Воронезька область, Російська імперія — 6 листопада 1999) — член-кореспондент Академії наук Білоруської РСР (1966), доктор біологічних наук (1955).

## Наукова діяльність
Микола Аринчин відомий своїми роботами в галузі порівняльної та еволюційної фізіології та екології, патології кровообігу та м'язової діяльності. М. І. Аринчин створив новий науковий напрямок — екстракардіологію, обґрунтував 23 нові наукові терміни, які внесені до «Словника фізіологічних термінів», при цьому він був відомим громадським діячем.
Миколою Аринчиним та його колегами опубліковано низку робіт, що розповідають про присмоктуюче-нагнітальну мікронасосну властивість скелетних м'язів у науковій та науково-популярній формах. Важливість теми та вміння Миколи Івановича цікаво викладати матеріал визначили успіх науково-популярної книги «Периферичні „серця“ людини».